# خواکین لاریوی
خواکین لاریوی (انگلیسی: Joaquín Larrivey؛ زادهٔ ۲۰ اوت ۱۹۸۴) یک بازیکن فوتبال اهل آرژانتین است.
از باشگاه‌هایی که در آن بازی کرده‌است می‌توان به کالیاری، اتلتیکو هوراکان، ولز سارسفیلد، رایو وایکانو، سلتاویگو و باشگاه ورزشی بنی یاس اشاره کرد.